# 卡西歐 fx-290
卡西歐 fx-290是卡西欧公司发布的科学函数计算器。这个型号的计算器目前只在日本有售，其型号虽未标注为MS系列，但实则与新MS系列一致。

## 功能
卡西歐 fx-290的功能在卡西欧的科学计算器中不算多，但亦也不少。其拥有COMP、SD、REG三个模式运算（SD、REG是在MS型号被拆分的统计运算），有conversation（单位换算），但较旗舰机型卡西欧 fx-991MS缺少了CONSTANT（科学常数）功能。但卡西歐 fx-290拥有RanInt功能，是卡西欧 fx-991MS不具备的。因为卡西歐 fx-290是新MS系列，故拥有屏幕对比度调节与关机画面功能。

## 自检
由SHIFT+7+ON进入，自检顺序为屏幕检查、系统版本、按键检查、屏幕对比度调节。